# Ритцинг
Ритцинг (нем. Ritzing) — коммуна (нем. Gemeinde) в Австрии, в федеральной земле Бургенланд. 
Входит в состав округа Оберпуллендорф.  Население составляет 873 человека (на 31 декабря 2005 года). Занимает площадь 17,7 км². Официальный код  —  10820.

## Политическая ситуация
Бургомистр коммуны — Вальтер Ройсц (АНП) по результатам выборов 2007 года.
Совет представителей коммуны (нем. Gemeinderat) состоит из 15 мест.
- АНП занимает 10 мест.
- СДПА занимает 5 мест.